# ATP Bologna Outdoor 1997
L'ATP Bologna Outdoor 1997 è stato un torneo di tennis giocato sulla terra rossa. È stata la 13ª edizione dell'ATP Bologna Outdoor, che fa parte della categoria World Series nell'ambito dell'ATP Tour 1997. Si è giocato a Bologna in Italia, dal 9 al 15 giugno 1997.

## Campioni

### Singolare
Félix Mantilla ha battuto in finale  Gustavo Kuerten con il punteggio di 4–6, 6–2, 6–1

### Doppio
Gustavo Kuerten /  Fernando Meligeni hanno battuto in finale  Dave Randall /  Jack Waite con il punteggio di 6–2, 7–5